# ウィリー・ボグナー

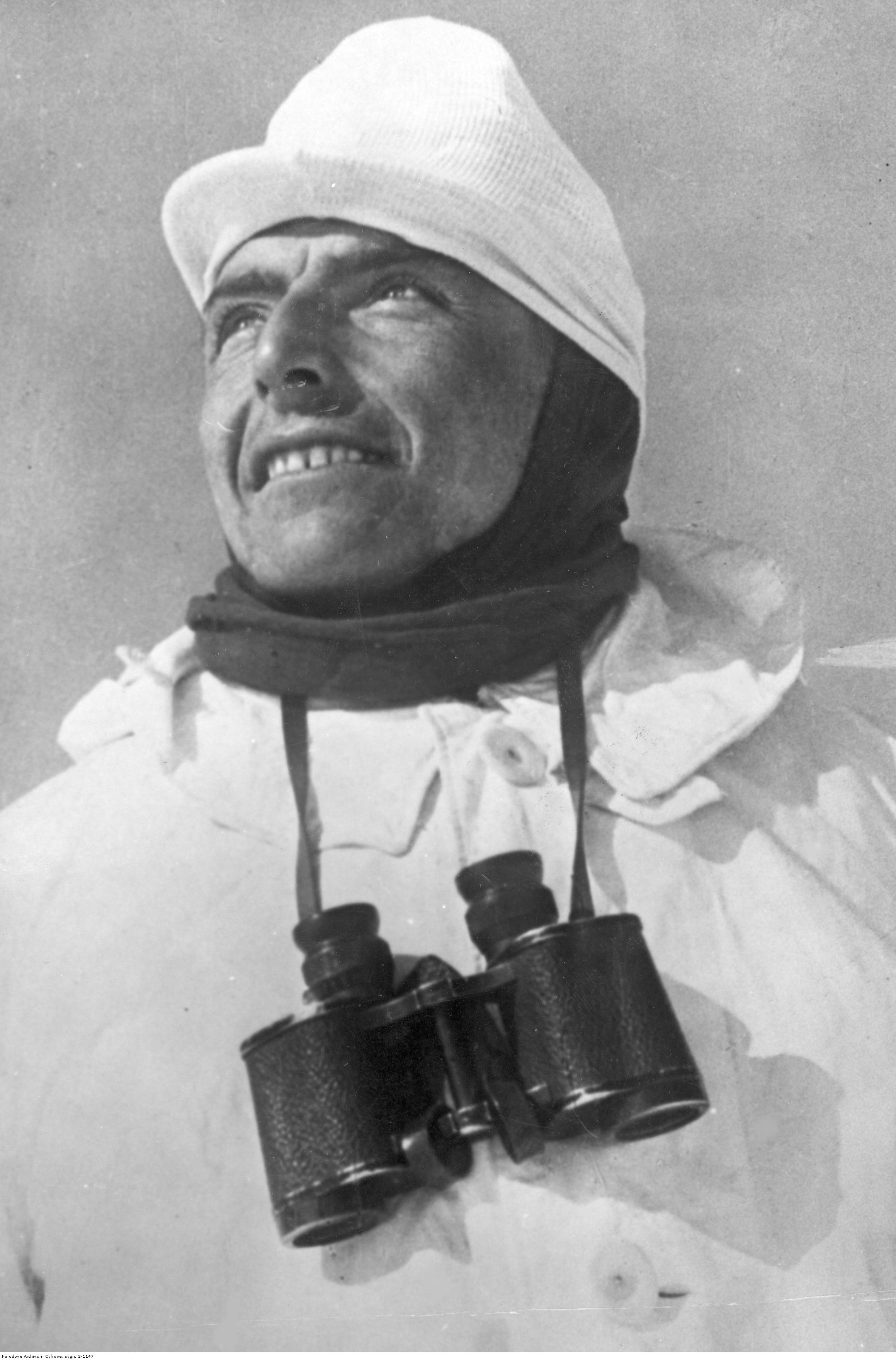
ウィルヘルム・ボグナー・シニア

ウィルヘルム・ボグナー・シニア (Wilhelm Bogner Sr.、1909年2月7日 - 1977年7月27日) は1930年代に活躍したドイツのノルディックスキー選手。ノルディックスキー世界選手権において1934年に団体4×10kmで銀メダル、1935年にノルディック複合で銅メダルの計2つのメダルを獲得した。1936年のガルミッシュ・パルテンキルヘン五輪では団体4×10kmで6位、ノルディック複合で12位となった。このオリンピックではオリンピック宣誓も行った。
現役時11回のドイツチャンピオン及び5回のノルディックスキーのチャンピオンになった。これにより1932年にはアパレルラインを設立し、1936年の冬季五輪でスキーチームのドイツ代表へ服の供給を行った。
第二次世界大戦で捕虜になった後、1947年より仕事を再開した。彼は2つのイノベーションを起こした。1948年に発表した、マリリン・モンロー、ジェーン・マンスフィールド、イングリッド・バーグマンなどのモデルに基づいた最初のストレッチスキーパンツと1955年のチップトップ帽である。1956年のコルチナ・ダンペッツオ冬季五輪でスキーアメリカ代表がアメリカ製の服が不適切に着用されていると訴えた際も、彼のブランドの服を使用していた。1933年に、マティアス・ヴォーントルとグスタフ・グステル・ミュラーとともに最初のトロフェロ・メザラマに出場し3位となった。
彼の息子であるウィリー・ボグナー・ジュニア (1942年 -) は1950年代、60年代にアルペンスキー選手として成功した。1960年のスコーバレー五輪と1964年のインスブルック五輪にもドイツ代表で出場している。1967年には映画製作を行い、父の足跡をたどるスキーコレクションを1971年に開始した。
1977年にボグナー・シニアは亡くなったが、息子のボグナー・ジュニアがアパレルラインを引き継ぎ、世界中で成長を続けている。